# Aksientjewskaja (rejon babajewski)
Aksientjewskaja (ros. Аксентьевская) – wieś (dieriewnia) w Rosji, w obwodzie wołogodzkim, w rejonie babajewskim. W 2010 liczyła 29 mieszkańców.